# Girolamo Quaglia
Girolamo Quaglia (San Paolo, 8 febbraio 1902 – Genova, 11 novembre 1985) è stato un lottatore italiano, medaglia di bronzo nella lotta greco-romana ai Giochi olimpici di Amsterdam 1928.

## Biografia
Nacque in Brasile nel 1902. Con i colori della Società Ginnastica Andrea Doria divenne campione italiano di lotta greco-romana a Bologna nel 1922 nei 67,5 kg. L'anno successivo agli italiano di Genova 1923 vinse nuovamente, questa volta nei 62 kg per la Società Ginnastica Ligure Cristoforo Colombo.
Rappresentò l'Italia ai Giochi olimpici estivi di Parigi 1924 dove ottenne il diciottesimo posto nel torneo dei pesi piuma.
Ottenne il suo terzo titolo italiano ai campionati di lotta greco-romana di Genova del 1925 nel 62 kg, dove tornò a vestire i colori dell'Andrea Doria.
Alle Olimpiadi di Amsterdam 1928 vinse la medaglia di bronzo nel torneo dei pesi piuma, dove superò per schienamento il portoghese Benjamin Araújo, l'olandese Johannes Nolten Jr. e il turco Saim Arikan, mentre fu sconfitto ai punti dalle l'ungherese Károly Kárpáti e per schienamento dallo svedese Erik Malmberg.

## Palmarès
| Anno | Manifestazione  | Sede      | Evento     | Risultato |
| ---- | --------------- | --------- | ---------- | --------- |
| 1928 | Giochi olimpici | Amsterdam | Pesi piuma | Bronzo    |

### Competizioni nazionali
- Campionati italiani di lotta greco-romana: 3

Bologna 1922:  Oro nei 67,5 kg;
Genova 1923:  Oro nei 62 kg;
Genova 1925:  Oro nei 62 kg;